# Señorío de Etzatlán
El Señorío de Etzatlan (del náhuatl: Etzatlan tlahtocayotl "Señorío de los Itzaes") era un Pueblo Mesoamericano prehispánico de la Cultura del Occidente del actual México, que tuvo su auge político y guerrero en el Período Post-clásico Tardío, ocurrido entre los años 1200 y 1521 después de Cristo.
Comprendió su territorio parte del territorio que actualmente ocupa el estado de Jalisco, con capital en un pueblo de nombre homónimo, esta ciudad prehispánica fue destruida durante la conquista española, pero sobre sus ruinas fue construido el actual pueblo de Etzatlán. Tuvo en su auge militar como tributarios a todos los pueblos circundantes y a los pueblos de la laguna de Atitic, incluyendo al Señorío de Xochitepéc; sin embargo en un principio solo contaba con tres pueblos tributarios, los cuales eran Tezontepeque, Tenyca y Atitlan.En el momento de la llegada de los españoles el señorío estaba sumido en diversos problemas, estaba en guerra con Goaxicar de Xochitepéc e igualmente en guerra con el Imperio purépecha, aunando esto se encontraba en crisis a causa de la pasada Guerra del Salitre. Todo esto terminó en anarquía y el destierro del tlatoani Huejotzin a la vecina ciudad de Ahualulco, el país gobernado por varios líderes. Cuando los europeos llegaron fue fácil para éstos conquistarlos en 1524.

## Actualidad[4]
Debido a su pasado histórico, ahora es una zona arqueológica de importancia: 

#### Sitio Arqueológico el Arenal
El Centro Ceremonial el Arenal tiene un área de tumbas de tiro, que muestran enterramientos que datan de los años 300 a 900 d. C. Cuando alguien moría el cuerpo era depositando en una cámara y rodeado con objetos diversos como: vasijas, adornos, collares y ofrendas. Después se sellaba la cámara con un muro de piedra y tierra, el cual se volvía a abrir cuando otra persona moría y se le depositaba en la cámara.

#### El Peñol
Se conservan los vestigios de arquitectura circular aunque de un tamaño más modesto. También hay restos de murallas y de un juego de pelota. Se ubica a 3 km al norte de Etzatlán.

#### Palacio de Ocomo
Éste consiste en la mayor y mejor preservada estructura del área, donde también se encuentran vestigios de terrazas, patios hundidos, plataformas y pirámides que datan del Periodo Clásico (450 – 900 d. C.).